# Montberaud
Cet article possède un paronyme, voir Montberon.
Montberaud est une commune française située dans le centre du département de la Haute-Garonne en région Occitanie.
Sur le plan historique et culturel, la commune est dans le pays de Comminges, correspondant à l’ancien comté de Comminges, circonscription de la province de Gascogne située sur les départements actuels du Gers, de la Haute-Garonne, des Hautes-Pyrénées et de l'Ariège. Exposée à un climat océanique altéré, elle est drainée par le Volp, le ruisseau de Bonis, le ruisseau de la Baraque et par divers autres petits cours d'eau. La commune possède un patrimoine naturel remarquable composé de trois zones naturelles d'intérêt écologique, faunistique et floristique.
Montberaud est une commune rurale qui compte 195 habitants en 2022, après avoir connu un pic de population de 803 habitants en 1836. Elle fait partie de l'aire d'attraction de Toulouse..
Ses habitants sont appelés les Montberaudois.

## Géographie

### Localisation
La commune de Montberaud se trouve dans le département de la Haute-Garonne, en région Occitanie.
Elle se situe à 55 km à vol d'oiseau de Toulouse, préfecture du département, à 37 km de Muret, sous-préfecture, et à 7 km de Cazères, bureau centralisateur du canton de Cazères dont dépend la commune depuis 2015 pour les élections départementales.
La commune fait en outre partie du bassin de vie de Cazères.
Les communes les plus proches sont : 
Le Plan (2,3 km), Saint-Christaud (4,0 km), Sainte-Croix-Volvestre (4,1 km), Lahitère (4,4 km), Saint-Michel (4,9 km), Gouzens (5,0 km), Fabas (6,0 km), Couladère (6,7 km).
Sur le plan historique et culturel, Montberaud fait partie du pays de Comminges, correspondant à l’ancien comté de Comminges, circonscription de la province de Gascogne située sur les départements actuels du Gers, de la Haute-Garonne, des Hautes-Pyrénées et de l'Ariège.
Les communes limitrophes sont  Gouzens, Lahitère, Le Plan, Montesquieu-Volvestre, Saint-Christaud et Sainte-Croix-Volvestre.
| Saint-Christaud | Montesquieu-Volvestre           | Gouzens               |
| Le Plan         | Montberaud                      | Montesquieu-Volvestre |
|                 | Sainte-Croix-Volvestre (Ariège) | Lahitère              |

### Géologie et relief
La superficie de la commune est de 1 587 hectares ; son altitude varie de 265  à   474 mètres.

### Hydrographie

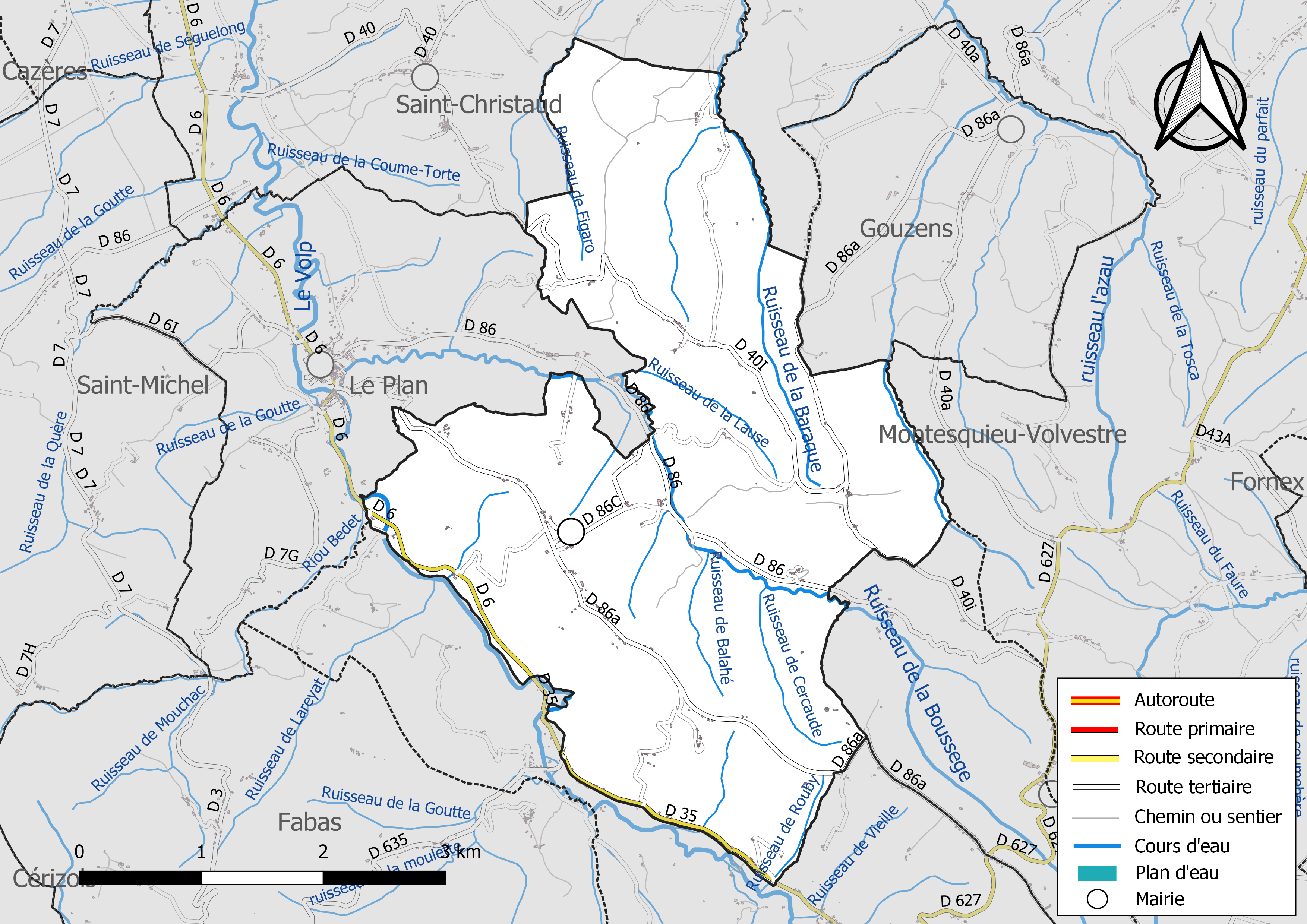
Réseaux hydrographique et routier de Montberaud.

La commune est dans le bassin de la Garonne, au sein du bassin hydrographique Adour-Garonne. Elle est drainée par le Volp, le ruisseau de la Boussège, le ruisseau de Bonis, le ruisseau de la Baraque, le ruisseau de Balahé, le ruisseau de Cercaude, le ruisseau de Figaro, le ruisseau de la Lause, le ruisseau de Rouby, le ruisseau du Clot de la Chère et par divers petits cours d'eau, constituant un réseau hydrographique de 20 km de longueur totale,.

### Climat
Pour des articles plus généraux, voir Climat de l'Occitanie et Climat de la Haute-Garonne.
En 2010, le climat de la commune est de type climat océanique altéré, selon une étude s'appuyant sur une série de données couvrant la période 1971-2000. En 2020, Météo-France publie une typologie des climats de la France métropolitaine dans laquelle la commune est dans une zone de transition entre le climat océanique altéré et le climat de montagne ou de marges de montagne et est dans une zone de transition entre les régions climatiques « Aquitaine, Gascogne » et « Pyrénées centrales »0.
Pour la période 1971-2000, la température annuelle moyenne est de 12,3 °C, avec une amplitude thermique annuelle de 15,1 °C. Le cumul annuel moyen de précipitations est de 874 mm, avec 9,9 jours de précipitations en janvier et 6,7 jours en juillet. Pour la période 1991-2020, la température moyenne annuelle observée sur la station météorologique la plus proche, située sur la commune de Palaminy à 8 km à vol d'oiseau, est de 13,2 °C et le cumul annuel moyen de précipitations est de 715,2 mm,. Pour l'avenir, les paramètres climatiques de la commune estimés pour 2050 selon différents scénarios d’émission de gaz à effet de serre sont consultables sur un site dédié publié par Météo-France en novembre 2022.

### Milieux naturels et biodiversité

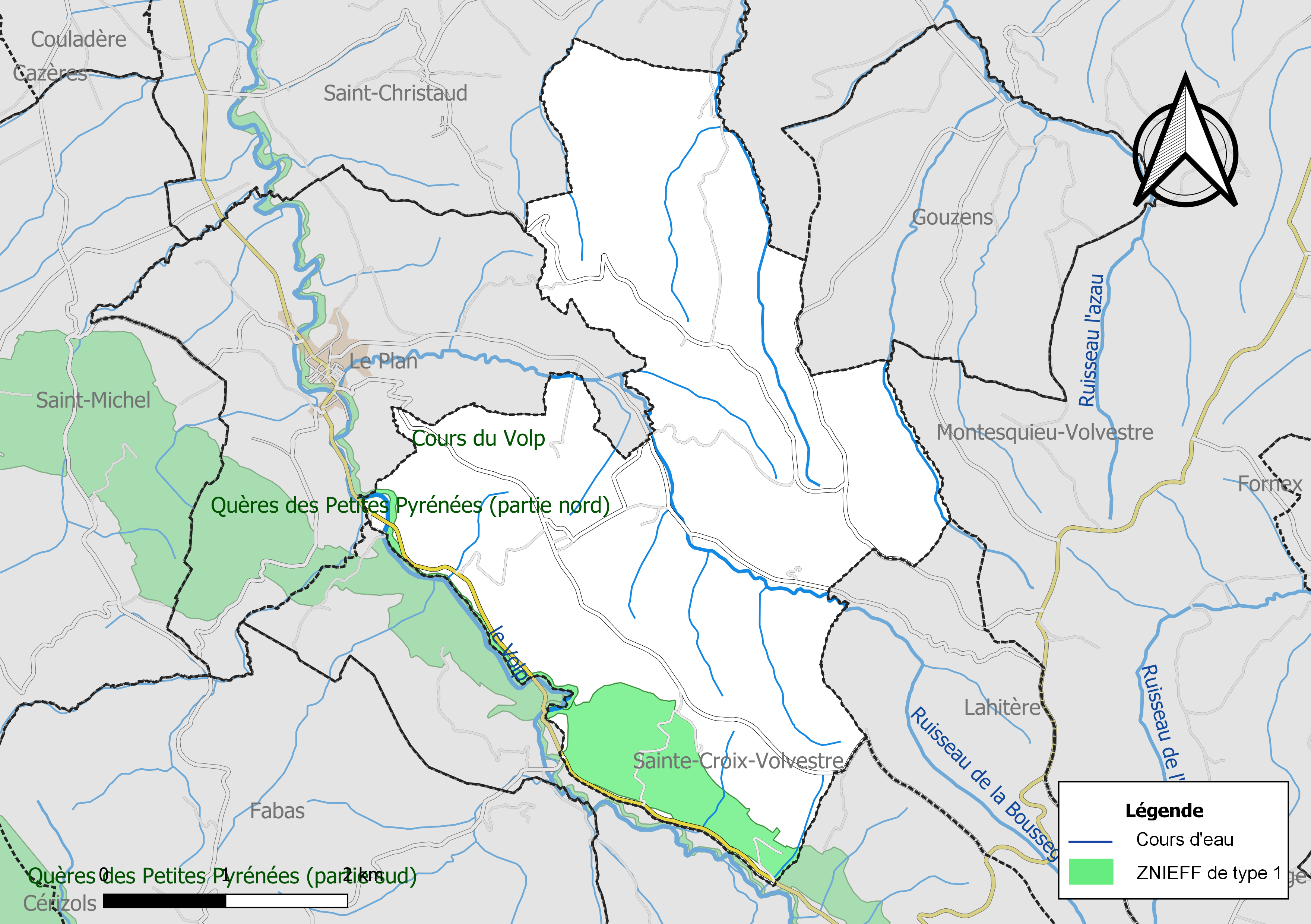
Carte des ZNIEFF de type 1 localisées sur la commune.

L’inventaire des zones naturelles d'intérêt écologique, faunistique et floristique (ZNIEFF) a pour objectif de réaliser une couverture des zones les plus intéressantes sur le plan écologique, essentiellement dans la perspective d’améliorer la connaissance du patrimoine naturel national et de fournir aux différents décideurs un outil d’aide à la prise en compte de l’environnement dans l’aménagement du territoire.
Deux ZNIEFF de type 1 sont recensées sur la commune :
le « cours du Volp » (205 ha), couvrant 15 communes dont 11 dans l'Ariège et quatre dans la Haute-Garonne et 
les « Quères des Petites Pyrénées (partie nord) » (1 262 ha), couvrant 9 communes dont une dans l'Ariège et huit dans la Haute-Garonne
et une ZNIEFF de type 2, : 
les « Petites Pyrénées en rive droite de la Garonne » (12 847 ha), couvrant 20 communes dont huit dans l'Ariège et 12 dans la Haute-Garonne.

## Urbanisme

### Typologie
Au 1er janvier 2024, Montberaud est catégorisée commune rurale à habitat très dispersé, selon la nouvelle grille communale de densité à sept niveaux définie par l'Insee en 2022.
Elle est située hors unité urbaine. Par ailleurs la commune fait partie de l'aire d'attraction de Toulouse, dont elle est une commune de la couronne,. Cette aire, qui regroupe 527 communes, est catégorisée dans les aires de 700 000 habitants ou plus (hors Paris),.

### Occupation des sols
L'occupation des sols de la commune, telle qu'elle ressort de la base de données européenne d’occupation biophysique des sols Corine Land Cover (CLC), est marquée par l'importance des territoires agricoles (51,4 % en 2018), une proportion identique à celle de 1990 (51,4 %). La répartition détaillée en 2018 est la suivante : 
forêts (48,6 %), zones agricoles hétérogènes (25,6 %), prairies (25,5 %), terres arables (0,3 %). L'évolution de l’occupation des sols de la commune et de ses infrastructures peut être observée sur les différentes représentations cartographiques du territoire : la carte de Cassini (XVIIIe siècle), la carte d'état-major (1820-1866) et les cartes ou photos aériennes de l'IGN pour la période actuelle (1950 à aujourd'hui).

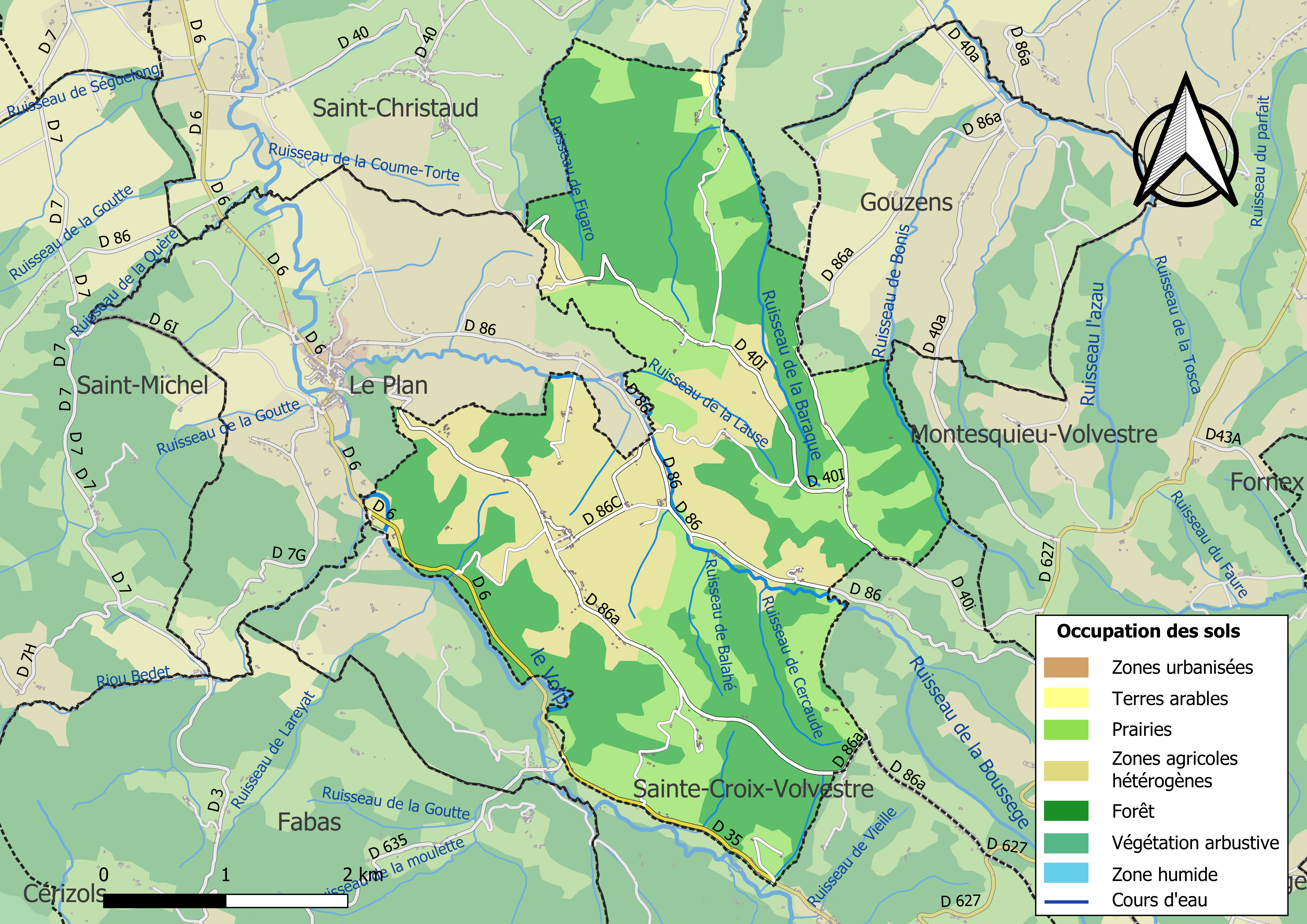
Carte des infrastructures et de l'occupation des sols de la commune en 2018 (CLC).

### Voies de communication et transports
Accès par la D86 ancienne route nationale 627 et la D35.

### Risques majeurs
Le territoire de la commune de Montberaud est vulnérable à différents aléas naturels : météorologiques (tempête, orage, neige, grand froid, canicule ou sécheresse), inondations, feux de forêts et séisme (sismicité faible). Un site publié par le BRGM permet d'évaluer simplement et rapidement les risques d'un bien localisé soit par son adresse soit par le numéro de sa parcelle.
Certaines parties du territoire communal sont susceptibles d’être affectées par le risque d’inondation par débordement de cours d'eau, notamment le ruisseau de la Boussège. La commune a été reconnue en état de catastrophe naturelle au titre des dommages causés par les inondations et coulées de boue survenues en 1982, 1993, 1999, 2000, 2009 et 2018,.
Un plan départemental de protection des forêts contre les incendies a été approuvé par arrêté préfectoral du 25 septembre 2006. Montberaud est exposée au risque de feu de forêt du fait de la présence sur son territoire du massif des Coteaux du Volvestre. Il est ainsi défendu aux propriétaires de la commune et à leurs ayants droit de porter ou d’allumer du feu dans l'intérieur et à une distance de 200 mètres des bois, forêts, plantations, reboisements ainsi que des landes. L’écobuage est également interdit, ainsi que les feux de type méchouis et barbecues, à l’exception de ceux prévus dans des installations fixes (non situées sous couvert d'arbres) constituant une dépendance d'habitation,

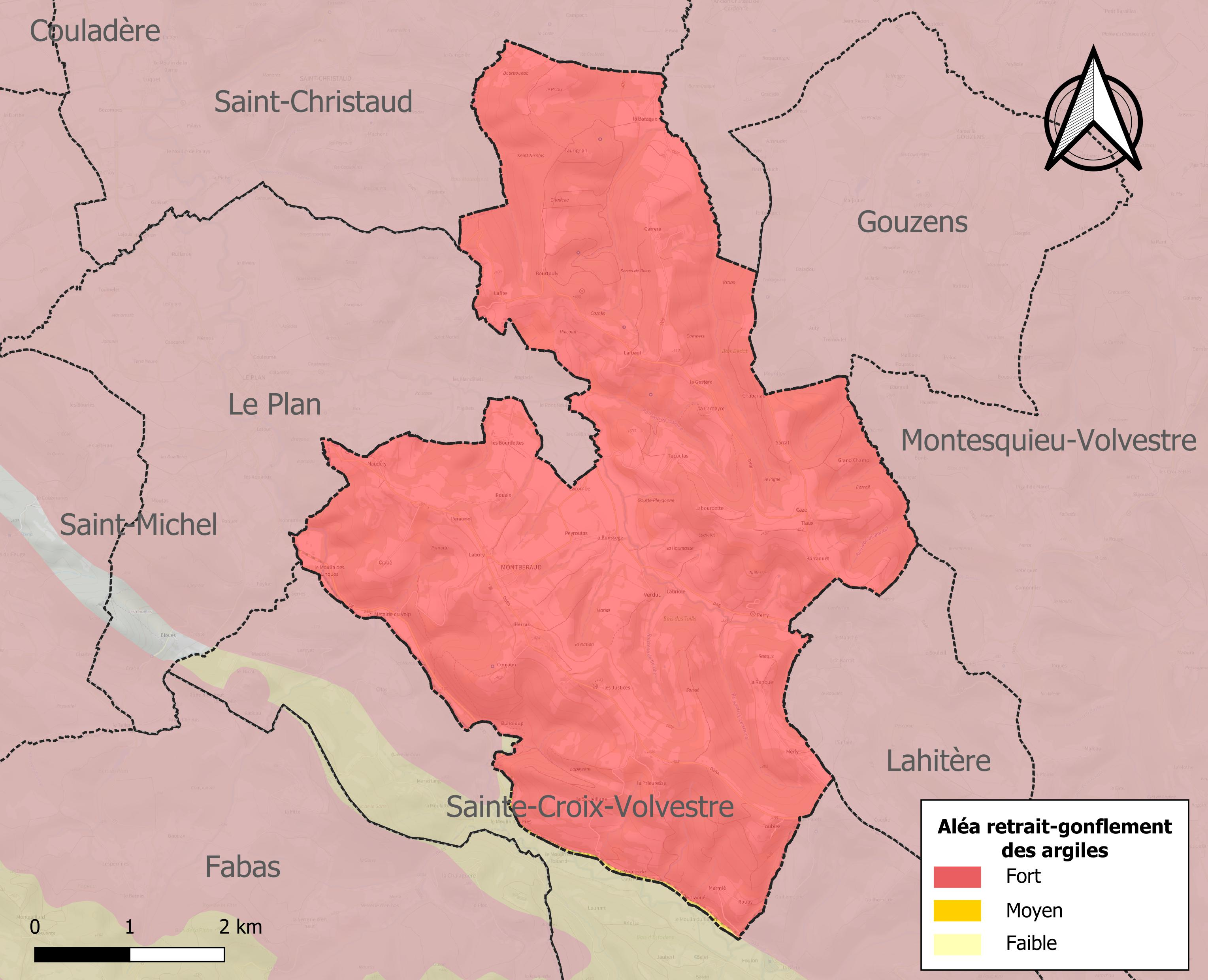
Carte des zones d'aléa retrait-gonflement des sols argileux de Montberaud.

Le retrait-gonflement des sols argileux est susceptible d'engendrer des dommages importants aux bâtiments en cas d’alternance de périodes de sécheresse et de pluie. La totalité de la commune est en aléa moyen ou fort (88,8 % au niveau départemental et 48,5 % au niveau national). Sur les 124 bâtiments dénombrés sur la commune en 2019, 124 sont en aléa moyen ou fort, soit 100 %, à comparer aux 98 % au niveau départemental et 54 % au niveau national. Une cartographie de l'exposition du territoire national au retrait gonflement des sols argileux est disponible sur le site du BRGM,.
Par ailleurs, afin de mieux appréhender le risque d’affaissement de terrain, l'inventaire national des cavités souterraines permet de localiser celles situées sur la commune.
Concernant les mouvements de terrains, la commune a été reconnue en état de catastrophe naturelle au titre des dommages causés par la sécheresse en 1989, 2003 et 2016 et par des mouvements de terrain en 1999.

## Histoire

### Préhistoire
L'abri de Buholoup se trouve à environ 1 200 m au sud du bourg, en rive gauche (côté nord-est) du Volp, à une vingtaine de km en aval des grottes du Volp au sud-est. Il est a 310 m d'altitude et mesure environ 7 × 5 m. Il a fait l'objet d'une fouille programmée de 1988 à 1993 avec l'équipe de François Briois et Jean Vaquer. Cet habitat saisonnier de chasseurs-cueilleurs a été occupé à l'Épipaléolithique, au Mésolithique et au Néolithique ancien. La transition de la fin du Paléolithique se traduit par une occupation azilienne (environ 12 000 à 9 600 ans av. J.-C, fin du Magdalénien), et notablement par une occupation laborienne. Sa stratigraphie de longue durée recouvre l'Azilien, le Sauveterrien ancien, le Montclusien, le Mésolithique final du type Dourgne-Gazel et le Néolithique ancien péricardial.

### Moyen-Âge
À partir du moyen Âge jusqu'à sa disparition en 1790 pendant la Révolution française, Montberaud faisait partie du diocèse de Rieux

## Politique et administration
Commune de l'aire urbaine de Toulouse.

### Administration municipale
Le nombre d'habitants au recensement de 2011 étant compris entre 100 et 499, le nombre de membres du conseil municipal pour l'élection de 2014 est de onze,.

### Rattachements administratifs et électoraux
Commune faisant partie de la huitième circonscription de la Haute-Garonne de la Communauté de communes Cœur de Garonne et du canton de Cazères. Avant le 1er janvier 2017 Montberaud faisait partie de la communauté de communes du canton de Cazères.

### Liste des maires
| Période                                  | Période  | Identité        | Étiquette | Qualité |
| ---------------------------------------- | -------- | --------------- | --------- | ------- |
| mars 2001                                | En cours | Raymond Denjean |           | Artisan |
| Les données manquantes sont à compléter. |          |                 |           |         |

## Population et société

### Démographie
| 1793 | 1800 | 1806 | 1821 | 1831 | 1836 | 1841 | 1846 | 1851 |
| ---- | ---- | ---- | ---- | ---- | ---- | ---- | ---- | ---- |
| 571  | 578  | 629  | 715  | 760  | 803  | 781  | 777  | 788  |

| 1856 | 1861 | 1866 | 1872 | 1876 | 1881 | 1886 | 1891 | 1896 |
| ---- | ---- | ---- | ---- | ---- | ---- | ---- | ---- | ---- |
| 752  | 700  | 663  | 604  | 563  | 583  | 555  | 527  | 502  |

| 1901 | 1906 | 1911 | 1921 | 1926 | 1931 | 1936 | 1946 | 1954 |
| ---- | ---- | ---- | ---- | ---- | ---- | ---- | ---- | ---- |
| 470  | 460  | 428  | 331  | 309  | 295  | 291  | 256  | 218  |

| 1962 | 1968 | 1975 | 1982 | 1990 | 1999 | 2005 | 2006 | 2010 |
| ---- | ---- | ---- | ---- | ---- | ---- | ---- | ---- | ---- |
| 176  | 195  | 170  | 152  | 167  | 166  | 194  | 196  | 210  |

| 2015 | 2020 | 2022 | - | - | - | - | - | - |
| ---- | ---- | ---- | - | - | - | - | - | - |
| 211  | 199  | 195  | - | - | - | - | - | - |

| selon la population municipale des années : | 1968 | 1975 | 1982 | 1990 | 1999 | 2006 | 2009 | 2013 |
| Rang de la commune dans le département      | 334  | 384  | 364  | 378  | 398  | 382  | 379  | 381  |
| Nombre de communes du département           | 592  | 582  | 586  | 588  | 588  | 588  | 589  | 589  |

### Enseignement
Montberaud fait partie de l'académie de Toulouse.

### Écologie et recyclage
La collecte et le traitement des déchets des ménages et des déchets assimilés ainsi que la protection et la mise en valeur de l'environnement se font dans le cadre de la communauté de communes du canton de Cazères.
Une déchèterie intercommunale gérée par la communauté de communes est présente sur la commune de Mondavezan.

## Économie

### Revenus
En 2018  (données Insee publiées en septembre 2021), la commune compte 92 ménages fiscaux, regroupant 186 personnes. La médiane du revenu disponible par unité de consommation est de 18 220 € (23 140 € dans le département).

### Emploi
|                | 2008  | 2013  | 2018  |
| -------------- | ----- | ----- | ----- |
| Commune        | 9,4 % | 12 %  | 4,7 % |
| Département    | 7,7 % | 9,6 % | 9,3 % |
| France entière | 8,3 % | 10 %  | 10 %  |

En 2018, la population âgée de 15 à 64 ans s'élève à 111 personnes, parmi lesquelles on compte 77,6 % d'actifs (72,9 % ayant un emploi et 4,7 % de chômeurs) et 22,4 % d'inactifs,. En  2018, le taux de chômage communal (au sens du recensement) des 15-64 ans est inférieur à celui de la France et du département, alors qu'en 2008 la situation était inverse.
La commune fait partie de la couronne de l'aire d'attraction de Toulouse, du fait qu'au moins 15 % des actifs travaillent dans le pôle,. Elle compte 16 emplois en 2018, contre 22 en 2013 et 24 en 2008. Le nombre d'actifs ayant un emploi résidant dans la commune est de 82, soit un indicateur de concentration d'emploi de 20 % et un taux d'activité parmi les 15 ans ou plus de 49,7 %.
Sur ces 82 actifs de 15 ans ou plus ayant un emploi, 11 travaillent dans la commune, soit 14 % des habitants. Pour se rendre au travail, 91,1 % des habitants utilisent un véhicule personnel ou de fonction à quatre roues, 1,3 % les transports en commun, 2,5 % s'y rendent en deux-roues, à vélo ou à pied et 5,1 % n'ont pas besoin de transport (travail au domicile).

### Activités hors agriculture
10 établissements sont implantés  à Montberaud au 31 décembre 2019.
Le secteur de la construction est prépondérant sur la commune puisqu'il représente 30 % du nombre total d'établissements de la commune (3 sur les 10 entreprises implantées  à Montberaud), contre 12 % au niveau départemental.

### Agriculture
|               | 1988 | 2000 | 2010 | 2020 |
| ------------- | ---- | ---- | ---- | ---- |
| Exploitations | 26   | 15   | 13   | 6    |
| SAU (ha)      | 805  | 640  | 697  | 457  |

La commune est dans le Volvestre, une petite région agricole localisée dans l'est du département de la Haute-Garonne, constituée de collines de terrefort à fortes pentes autrefois consacrées à l’élevage s’orientent aujourd’hui vers les grandes cultures. En 2020, l'orientation technico-économique de l'agriculture  sur la commune est l'élevage de bovins, pour la viande. Six exploitations agricoles ayant leur siège dans la commune sont dénombrées lors du recensement agricole de 2020 (26 en 1988). La superficie agricole utilisée est de 457 ha,,.

## Culture locale et patrimoine

### Lieux et monuments

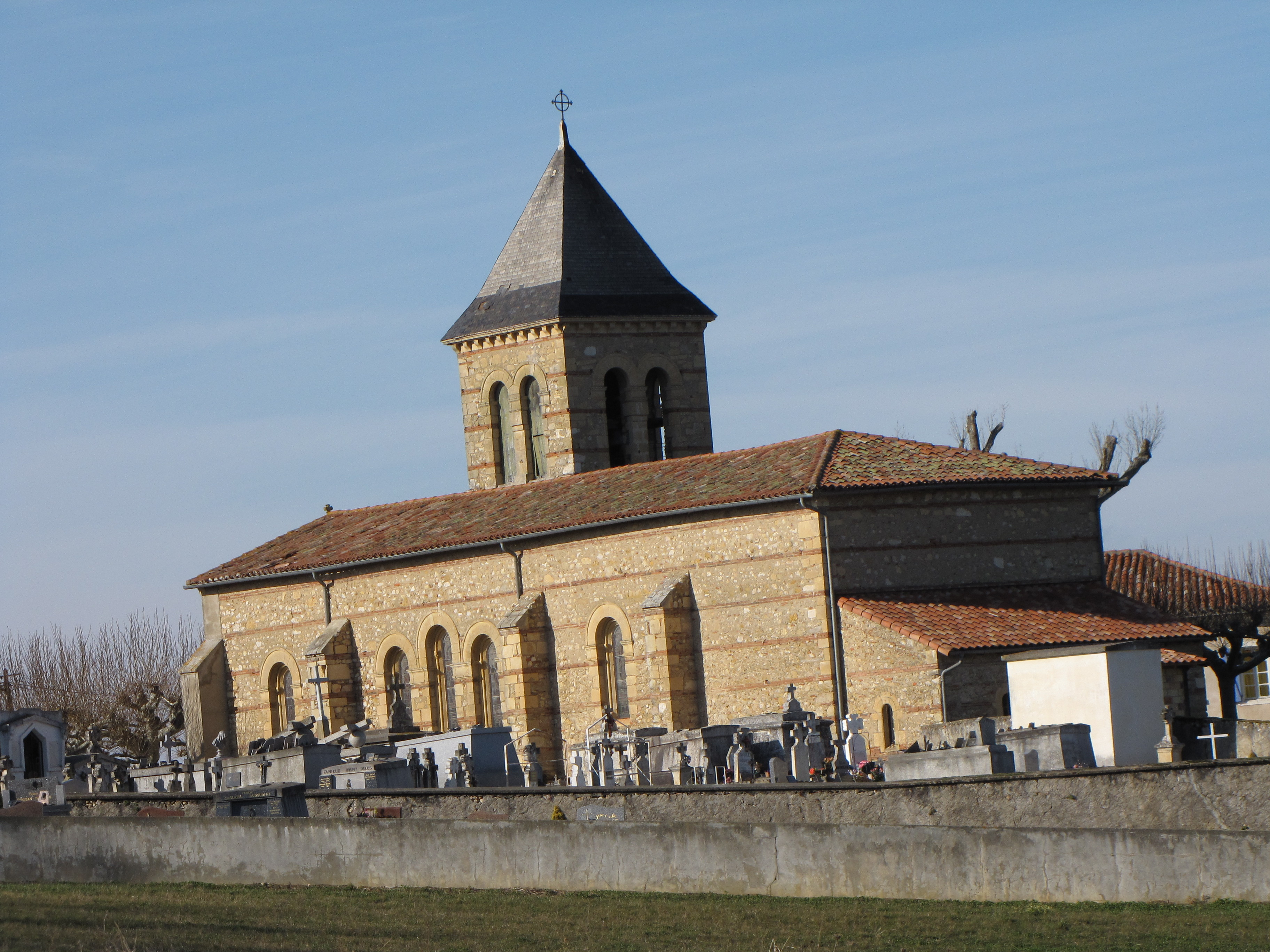
Église.

- Église Saint-Jean-Baptiste.

## Pour approfondir